# Prolil hidroksilaza
Prolil hidroksilaza (prokolagen-prolin dioksigenaza) je enzim koji učestvuje u produkciji kolagena. On hidroksiliše prolin do hidrokisprolina.
Za rad prolil hidroksidaze je neophodan vitamin C kao kofaktor da bi se gvožđe održalo u redukovanom stanju (Fe2+). Vitamin C se ne konzumira stehiometrijski. α-ketoglutarat služi kao redukujući agens.
Prolin + α-ketoglutarat + O2 → 4-hidroksiprolin + 2 + sukcinat
On je klasifikovan kao EC 1.14.11.2.
Fenolno jedinjenje etil protokatehuat je inhibitor prolil 4-hidroksilaze.

## Literatura
- Berg RA, Prockop DJ (1973). „Affinity column purification of protocollagen proline hydroxylase from chick embryos and further characterization of the enzyme”. J. Biol. Chem. 248 (4): 1175—82. PMID 4346946. doi:10.1016/S0021-9258(19)44278-6 .
- Hutton JJ, Jr, Tappel AL; Udenfriend S (1967). „Cofactor and substrate requirements of collagen proline hydroxylase”. Arch. Biochem. Biophys. 118 (1): 231—240. doi:10.1016/0003-9861(67)90302-5. Непознати параметар |last1authoramp= игнорисан (помоћ)
- Kivirikko KI, Kishida Y, Sakakibara S, Prockop DJ (1972). „Hydroxylation of (X-Pro-Gly)n by protocollagen proline hydroxylase Effect of chain length, helical conformation and amino acid sequence in the substrate”. Biochim. Biophys. Acta. 271 (2): 347—56. PMID 5046811. doi:10.1016/0005-2795(72)90209-7.
- Kivirikko KI, Prockop DJ (1967). „Purification and partial characterization of the enzyme for the hydroxylation of proline in protocollogen”. Arch. Biochem. Biophys. 118 (3): 611—618. doi:10.1016/0003-9861(67)90396-7. Непознати параметар |last1authoramp= игнорисан (помоћ)
- Nicholas C. Price; Lewis Stevens (1999). Fundamentals of Enzymology: The Cell and Molecular Biology of Catalytic Proteins (Third изд.). USA: Oxford University Press. ISBN 019850229X.
- Eric J. Toone (2006). Advances in Enzymology and Related Areas of Molecular Biology, Protein Evolution (Volume 75 изд.). Wiley-Interscience. ISBN 0471205036.
- Branden C; Tooze J. Introduction to Protein Structure. New York, NY: Garland Publishing. ISBN 0-8153-2305-0.
- Irwin H. Segel. Enzyme Kinetics: Behavior and Analysis of Rapid Equilibrium and Steady-State Enzyme Systems (Book 44 изд.). Wiley Classics Library. ISBN 0471303097.
- William P. Jencks (1987). Catalysis in Chemistry and Enzymology. Dover Publications. ISBN 0486654605.

## Spoljašnje veze
- Prolyl+hydroxylase на 